# Byeongjeom (métro de Séoul)
Byeongjeom (hangeul : 봉명 ; hanja : 鳳鳴)) est une station de passage de la ligne 1 du métro de Séoul. Elle est située au 97 Tteokjeongol-ro, dans le quartier Jinan-dong de la ville Hwaseong-si, dans la province Gyeonggi-do, au sud-ouest de la ville de Séoul en Corée du Sud.
La gare d'origine ouvre en 1905 et la station de métro en 1974. La station est desservie par les rames de services omnibus et express de la ligne 1.

## Situation sur le réseau

Plan du réseau (2023)

Établie en surface, la station Byeongjeom est une station de passage de la ligne 1 (branche Guro-Sinchang) du métro de Séoul, elle est située : entre la station Université Sungkyunkwan, en direction du terminus nord-est Seryu, et la station Sema, en direction du terminus sud-ouest Sinchang.
C'est la station terminale sud pour une partie des rames, de la ligne 1 du métro, qui continuent ensuite jusqu'au dépôt voisin, l'un des cinq dépôts de la ligne 1, le reste continuant jusqu'à la station Cheonan ou au terminus Sinchang.

## Histoire

### Gare ferroviaire
La gare d'origine est mise en service le 1er janvier 1905 sur la ligne Gyeongbu,,. Elle est détruite en 1950 lors de la guerre de Corée.
Après le conflit une nouvelle gare est ouverte en mai 1957. Le 1er mai 1990 le service voyageurs est suspendu,.

### Station de métro
La station de métro Byeongjeom est mise en service le 30 avril 2003, lors de l'ouverture à l'exploitation de la section de Suwon à Byeongjeom, mise à deux voies et électrifiée pour les circulations de la ligne 1 du métro de Séoul. La ligne du métro est prolongée de Byeongjeom à Cheonan le 20 janvier 2005.

## Services aux voyageurs

### Accès et accueil
La station est établie au 97 Tteokjeongol-ro, dans le quartier Jinan-dong. Elle dispose de trois bouches, numérotées de 1 à 3, situées de part et d'autre des voies de la station. La bouche n°1 est à l'est sur la Tteokjeongol-ro et les bouches n°2 et n°3 sont à l'ouest sur la Tean-ro.

### Desserte
Byeongjeom, est desservie par les rames de services omnibus et express de la ligne 1. Elle dispose de deux quais centraux équipés de portes palières.

Installations
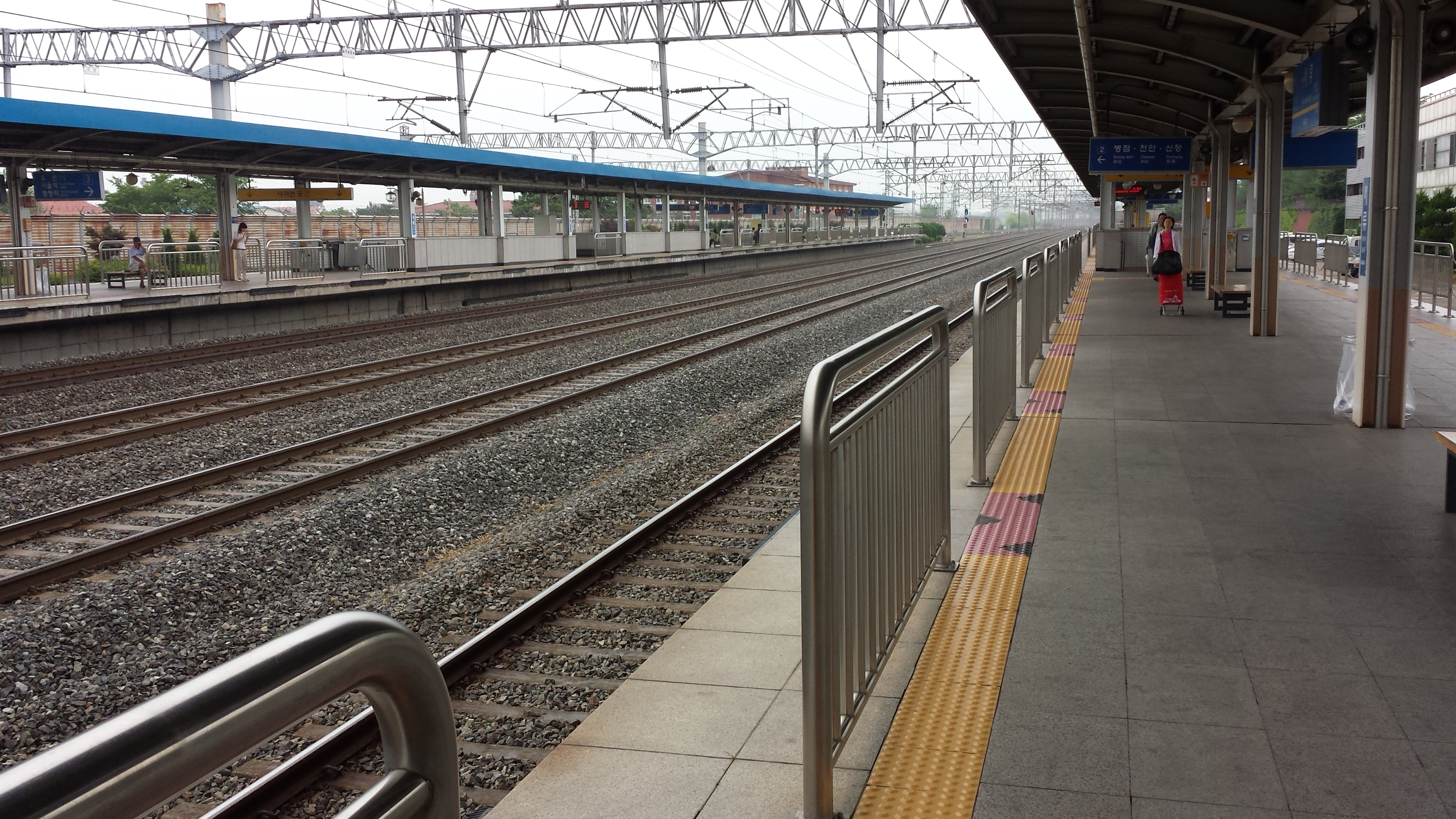
En 2014.
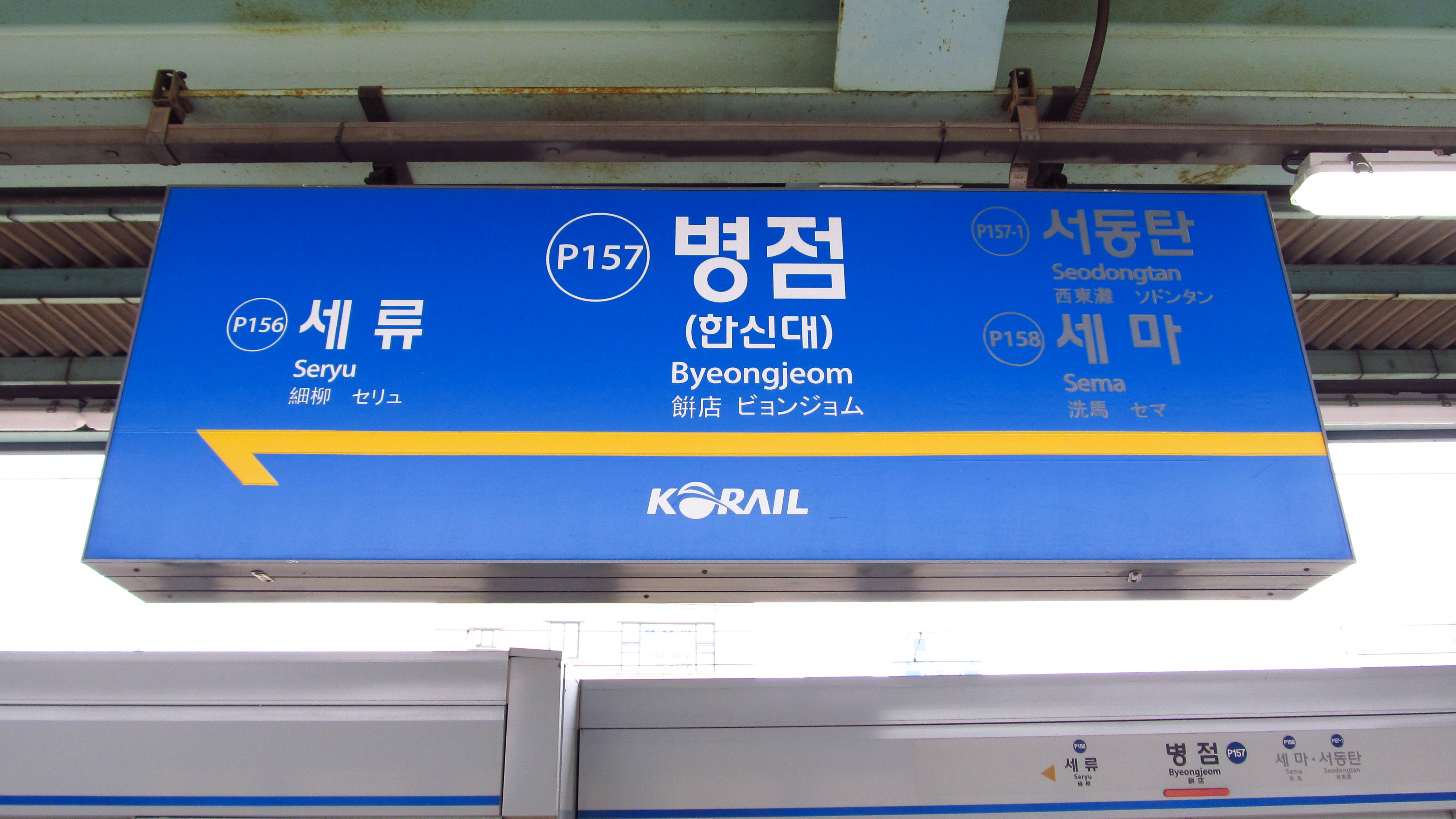
En 2018.
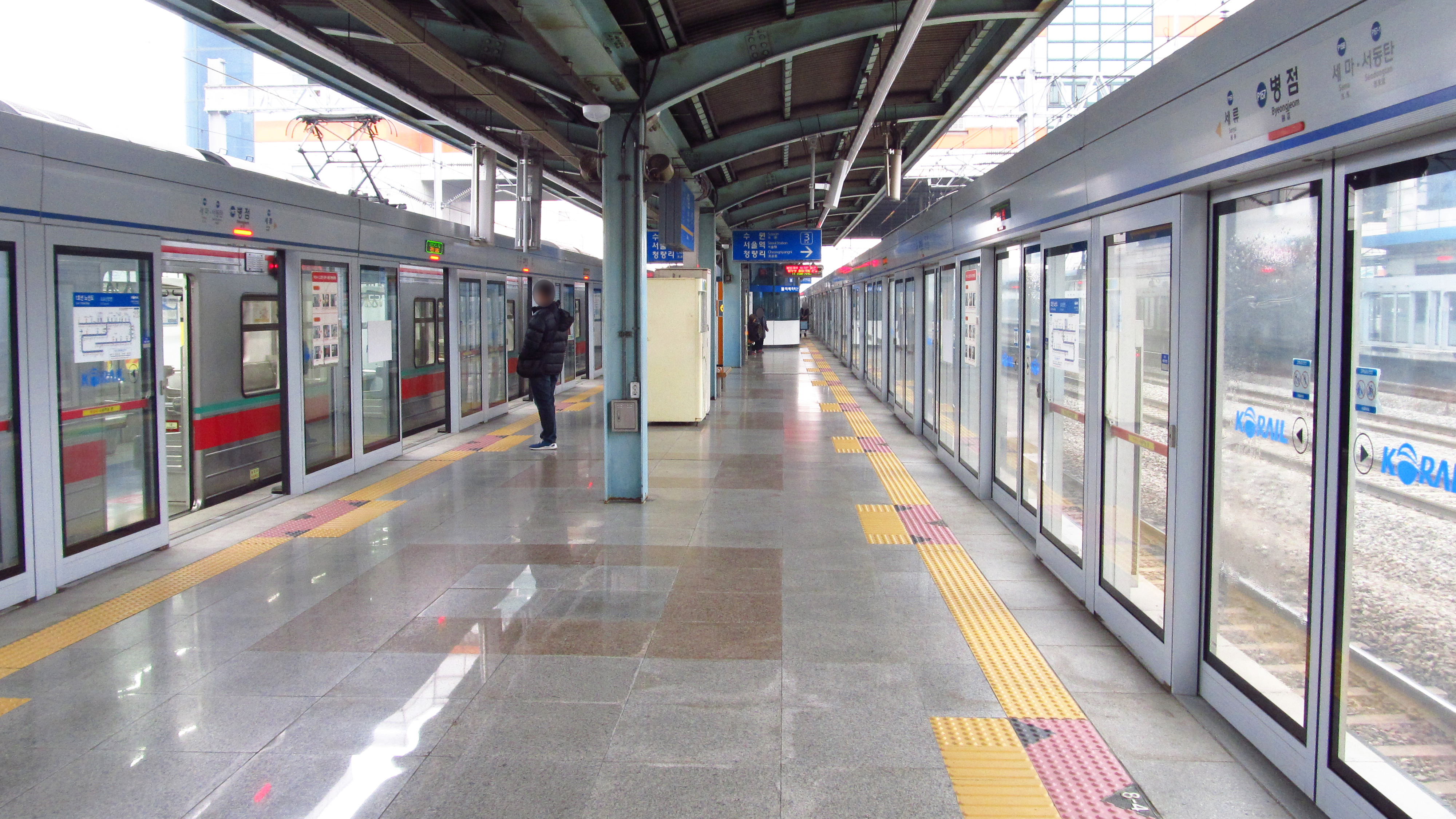
En 2018.

### Intermodalité
Des arrêts de bus sont situés à proximité des bouches.

## À proximité
De nombreux centres d'enseignement supérieur, dont l'Université Hanshin, le Suwon Science College et l' Université de Suwon, sont situés à proximité, des navettes circulent régulièrement entre les différents campus. De plus la station dessert Yungneung (융릉, 隆陵) et Geonneung (건릉, 健陵) – les tombes royales du prince héritier Sado et de son fils le roi Jeongjo, le 22e souverain de la dynastie Joseon – se trouvent à l'ouest de la station.